# Lijst van voetbalinterlands Nederland - Servië en Montenegro (mannen)
Deze lijst van voetbalinterlands is een overzicht van alle officiële voetbalwedstrijden tussen de nationale teams van Nederland en Servië en Montenegro. De landen hebben een keer tegen elkaar gespeeld. Dat was op 11 juni 2006 in Leipzig (Duitsland), een groepswedstrijd tijdens het Wereldkampioenschap voetbal 2006.

## Wedstrijden
| № | № NL | Plaats  | Datum        | Competitie | Wedstrijd                        | Uitslag |
| - | ---- | ------- | ------------ | ---------- | -------------------------------- | ------- |
| 1 | 640  | Leipzig | 11 juni 2006 | WK 2006    | Servië en Montenegro – Nederland | 0 – 1   |

## Samenvatting
| Competitie   | Totaal gespeeld | Winst Nederland | Gelijk | Winst Servië en M. | Doelsaldo Nederland – Servië en M. |
| ------------ | --------------- | --------------- | ------ | ------------------ | ---------------------------------- |
| WK-eindronde | 1               | 1               | 0      | 0                  | 1 − 0                              |
| Totaal       | 1               | 1               | 0      | 0                  | 1 − 0                              |

Wedstrijden bepaald door strafschoppen worden, in lijn met de FIFA, als een gelijkspel gerekend.

## Details

### Eerste ontmoeting
| WK 2006 (Leipzig, Duitsland, 11 juni 2006): |                      | |
| Servië en Montenegro | 0 – 1                | Nederland |
| | doelpunten (assists) | 18' Arjen Robben (Robin van Persie) |
| Ilija Petković | bondscoach           | Marco van Basten |
| Dragoslav Jevrić Goran Gavrančić Nenad Đorđević 42' Mladen Krstajić Ivica Dragutinović Albert Nadj Igor Duljaj Dejan Stanković Predrag Đorđević Mateja Kežman 66' Savo Milošević 45' | opstellingen         | Edwin van der Sar Johnny Heitinga André Ooijer 86' Joris Mathijsen Giovanni van Bronckhorst 60' Mark van Bommel Wesley Sneijder Phillip Cocu Robin van Persie 69' Ruud van Nistelrooij Arjen Robben |
| Ognjen Koroman 42' Nikola Žigić 45' Danijel Ljuboja 66' | wissels              | 60' Denny Landzaat 69' Dirk Kuijt 86' Khalid Boulahrouz |
| Dejan Stanković 34' Ognjen Koroman 64' Ivica Dragutinović 81' Goran Gavrančić 90' | gele kaarten         | 56' Giovanni van Bronckhorst 85' Johnny Heitinga |